# Florent Poulolo
Florent Poulolo, né le 2 janvier 1997 à Fort-de-France, est un footballeur français, international martiniquais, qui joue au poste de défenseur central à l'UTA Arad.

## Biographie

### En club
Florent Poulolo commence le football à l'âge de six ans dans le club de l'Aiglon du Lamentin. À l'âge de quinze ans, il est repéré lors d'un match avec la sélection régionale de Martinique face à la Jeanne d'Arc de Drancy. Il quitte alors la Martinique pour rejoindre la JA Drancy, accompagné en Métropole par sa mère. Durant la saison, il réalise un essai concluant avec l'AC Arles-Avignon dont il intègre le centre de formation en 2013.
En 2016, il rejoint l'Olympique d'Alès en CFA 2.
En 2018, repéré après un match de l’Olympique d'Alès face au Montpellier HSC, il rejoint l'équipe réserve du Getafe CF. Il dispute son premier match avec l'équipe première de Getafe le 18 décembre 2019 contre l'El Palmar CF. Il dispute son unique match de Liga le 13 juillet 2020 face au Deportivo Alavés, en entrant en jeu à une minute du terme de la rencontre.
Le 9 septembre 2020, Poulolo rejoint le Sigma Olomouc en première division tchèque. Le 24 juillet 2021, il est victime de cris racistes de la part de supporters adverses lors d'un déplacement sur le terrain du Sparta Prague, après lesquels une enquête est ouverte.
En juin 2023, il rallie le FK Mladá Boleslav. Le 22 février 2024, il est prêté jusqu'à la fin de la saison et sans option d'achat au Dynamo České Budějovice.
En août 2024, Poulolo rejoint le club roumain de l'UTA Arad pour deux saisons.

### En sélection
Au mois de mars 2022, il est convoqué en équipe de Martinique.
Le 5 juin 2022, Florent Poulolo honore sa première sélection dans le cadre d'un match de la Ligue des nations de la CONCACAF face au Costa Rica.
Avec la sélection martiniquaise, il dispute la phase finale de la Gold Cup 2023, au cours de laquelle il dispute tous les matchs en tant que titulaire.